# Moskva (restaurace)
Moskva byla pražská restaurace v ulici Na Příkopě na Starém Městě, v domě číslo popisné 584. Navrhli ji Jiří Kadeřábek, Karel Firbas, V. Tomeš a František Trmač a podle jejich plánů byla vybudována v letech 1959 až 1960. Na pozici šéfkuchaře v podniku působil Karel Půlpán, pod jehož vedením se rovněž připravovaly pokrmy ve Staropražské restauraci v československém pavilonu na Světové výstavě 1967 (EXPO), která se konala v kanadském Montréalu.